# Solownia
Solownia (niem.: Salzfähre, śl.: Solownia) – dzielnica miasta Zdzieszowice, położona w Polsce, w województwie opolskim, w powiecie krapkowickim, w gminie Zdzieszowice. Do 1945 roku Rokicie znajdowało się na terenach niemieckich. W latach 1975–1998 Solownia administracyjnie należała do ówczesnego województwa opolskiego.
Solownia położona jest na 108 kilometrze biegu rzeki Odry. Znajduje się tu kościół, dworzec kolejowy oraz poczta. Dawniej Solownia stanowiła kolonię Zdzieszowic, a położona była w powiecie wielkostrzeleckim.